# Anisocentropus brunneus
Anisocentropus brunneus är en nattsländeart som beskrevs av Jacquemart 1967. Anisocentropus brunneus ingår i släktet Anisocentropus och familjen Calamoceratidae. Inga underarter finns listade i Catalogue of Life.